# 欢迎进行曲
《欢迎进行曲》是中国人民解放军军乐团集体创作、魏群执笔撰写的管弦乐进行曲，作于1971年。乐曲表现出与会来宾热烈、庄重、友好的欢迎场面，常出现在中国外交活动和各种迎宾场合。《欢迎进行曲》曾在2008年北京奥运动会开闭幕式和2009年中国国庆阅兵式上奏响。